# Lista de prêmios e indicações recebidos por EXID
Esta é uma lista de prêmios e indicações recebidas pela EXID, um grupo feminino sul-coreano formado em 2012 pela Yedang Entertainment. No dia 8 de janeiro de 2015, 35 meses após sua estréia oficial, p grupo recebeu sua primeira vitória número 1º no programa de música sul-coreano M Countdown com o single digital "Up & Down"

## Coreano

### Golden Disk Awards
| Ano  | Categoria       | Recipiente | Resultado |
| ---- | --------------- | ---------- | --------- |
| 2016 | Digital Bonsang | EXID       | Venceu    |

### Gaon Chart K-Pop Awards
| Ano  | Categoria                    | Recipiente | Resultado |
| ---- | ---------------------------- | ---------- | --------- |
| 2015 | Discovery of the Year - 2014 | EXID       | Venceu    |

### Seoul Music Awards
| Ano  | Categoria                     | Recipiente | Resultado |
| ---- | ----------------------------- | ---------- | --------- |
| 2016 | Bonsang                       | EXID       | Venceu    |
| 2016 | High1/Mobile Popularity Award | EXID       | Indicado  |
| 2016 | Hallyu Special Award          | EXID       | Indicado  |

### Melon Music Awards
| Ano  | Categoria              | Recipiente | Resultado |
| ---- | ---------------------- | ---------- | --------- |
| 2015 | MBC Music Star Award   | EXID       | Venceu    |
| 2015 | Top 10 Artist Award    | Indicado   |           |
| 2015 | Best Female Dance Song | "Ah Yeah"  | Indicado  |
| 2015 | Song Of The Year       | "Ah Yeah"  | Indicado  |

### Mnet Asian Music Awards
| Ano  | Categoria                           | Recipiente | Resultado |
| ---- | ----------------------------------- | ---------- | --------- |
| 2015 | Best Dance Performance Female Group | "Ah Yeah"  | Indicado  |
| 2015 | Song of the Year                    | "Ah Yeah"  | Indicado  |

### MBC MusicShow ChampionAwards
| Ano  | Categoria                   | Recipiente | Resultado |
| ---- | --------------------------- | ---------- | --------- |
| 2015 | Best Champion Songs of 2015 | "Ah Yeah"  | Venceu    |
| 2015 | Best Performance - Female   | "Hot Pink" | Venceu    |

### Korean Culture and Entertainment Awards
| Ano  | Categoria    | Recipiente | Resultado |
| ---- | ------------ | ---------- | --------- |
| 2012 | Rookie Award | EXID       | Venceu    |

### Arirang's Simply K-Pop Awards
| Ano  | Categoria                     | Recipiente | Resultado |
| ---- | ----------------------------- | ---------- | --------- |
| 2012 | Super Rookie Idol of the Year | EXID       | Venceu    |

### Cable TV Broadcast Awards
| Ano  | Categoria    | Recipiente | Resultado |
| ---- | ------------ | ---------- | --------- |
| 2015 | Star Award's | EXID       | Venceu    |

### Korea Assembly Grand Award
| Ano  | Categoria          | Recipiente | Resultado |
| ---- | ------------------ | ---------- | --------- |
| 2016 | Artist of the Year | EXID       | Venceu    |

## Outros prêmios

### YinYueTai V Chart Awards
| Ano  | Categoria            | Recipiente | Resultado |
| ---- | -------------------- | ---------- | --------- |
| 2016 | Best Breakout Artist | EXID       | Venceu    |

### Sony Music Sales Awards
| Ano  | Categoria                                    | Recipiente | Resultado |
| ---- | -------------------------------------------- | ---------- | --------- |
| 2016 | Platinum Disc Certification In Digital Sales | EXID       | Venceu    |

## Programas de Música

### M Countdown
| Ano  | Data          | Canção      |
| ---- | ------------- | ----------- |
| 2015 | 8 de Janeiro  | "Up & Down" |
| 2015 | 15 de Janeiro | "Up & Down" |

### Music Bank
| Ano  | Data          | Canção      |
| ---- | ------------- | ----------- |
| 2015 | 9 de Janeiro  | "Up & Down" |
| 2015 | 16 de Janeiro | "Up & Down" |

### Inkigayo
| Ano  | Data          | Canção      |
| ---- | ------------- | ----------- |
| 2015 | 11 de Janeiro | "Up & Down" |
| 2015 | 26 de Abril   | "Ah Yeah"   |
| 2015 | 3 de Maio     | "Ah Yeah"   |
| 2015 | 5 de Dezembro | "Hot Pink"  |
| 2016 | 12 de Junho   | "L.I.E"     |

### The Show
| Ano  | Data          | Canção                  |
| ---- | ------------- | ----------------------- |
| 2015 | 13 de Janeiro | "Up & Down"             |
| 2015 | 21 de Abril   | "Ah Yeah"               |
| 2016 | 14 de Junho   | "L.I.E"                 |
| 2016 | 5 de Julho    | "L.I.E"                 |
| 2017 | 26 de Abril   | "Night Rather Than Day" |
| 2017 | 2 de Maio     | "Night Rather Than Day" |

### Show Champion
| Ano  | Data           | Canção                  |
| ---- | -------------- | ----------------------- |
| 2015 | 29 de Abril    | "Ah Yeah"               |
| 2015 | 6 de Maio      | "Ah Yeah"               |
| 2015 | 25 de Novembro | "Hot Pink"              |
| 2016 | 8 de Junho     | "L.I.E."                |
| 2017 | 26 de Abril    | "Night Rather Than Day" |